# بنك السلام الصومالي
بنك السلام الصومالي (بالإنجليزية: Salam Somali Bank)‏ ( SSB ) بنك يقع مقره في العاصمة الصومالية مقديشو.

## خلفية تاريخية
تأسس بنك السلام الصومالي في أكتوبر 2009. ويُعتبر أول بنك دولي يعمل في الصومال منذ انهيار الحكومة المركزية عام 1991. 
بنك السلام الصومالي، هو بنك إسلامي يستهدف كلاً من المستهلكين والشركات ويقدم البنك الخدمات المصرفية الشخصية، والتجارية، والخدمات المصرفية غير الهادفة للربح.  وتشمل خدماته وتسهيلاته المصرفية الإسلامية المضاربة والمرابحة والمشاركة، بالإضافة إلى ذلك، يقدم البنك الخدمات المصرفية عبر الإنترنت ، والخدمات المصرفية عبر الهاتف المحمول وبطاقات الخصم. 
يمتلك بنك السلام فروعًا عديدة في الصومال، وبدأ في عام 2014 تقديم خدمات ماكينات الصرف الآلي (ATM) في مقديشو.   ووُصفت عند إطلاقها بأنها الأولى من نوعها في الصومال.   غير أن بنك سلام في مدينة بوساسو كان قد قدم بالفعل خدمات الصراف الآلي قبل ذلك بعدة سنوات. 

## الخدمات
تشمل الخدمات المصرفية الشخصية لبنك السلام الصومالي الحسابات الجارية (الشخصية والرواتب)، وكذلك حسابات التوفير (حسابات التوفير Dalmar للمهاجرين الصوماليين، وحساب الحج والعمرة، وحساب التوفير للطلاب). 
كذلك تشمل الخدمات المصرفية التجارية، الحسابات الجارية للأعمال والضمانات المصرفية وخطابات الاعتماد. 
أيضا تشمل الخدمات المصرفية غير الربحية حساب ائتماني للمنظمات غير الحكومية والجمعيات والصناديق الاتئمانية. 
أطلق البنك أيضًا منتجًا للتمويل متناهي الصغر (كلكال) للشركات الصغيرة والمهنيين.  كما أن البنك يوفر حماية ضد غسيل الأموال. 